# Paul Imbs
Paul Imbs (Sélestat, 4 de maig de 1908 - Nancy, 27 d'abril de 1987) va ser un romanista, lingüista i lexicògraf francès.

## Vida i obra
Imbs va estudiar a Estrasburg amb Ernest Hoepffner i Mario Roques i va ensenyar successivament com a "Agrégé de grammaire" a Lille (Lycée Faidherbe 1931-1933), Estrasburg (Lycée Kléber 1933-1938), Saint-Maur (Lycée Marcelin Berthelot 1938-1944, el 1934 també a l'École normal supérieure de jeunes filles a Fontenay-aux-Roses) i a la Universitat de Caen (on fou ajudant des de 1944). A partir de 1946 va ensenyar a la Universitat d'Estrasburg (Maître Assitant 1946, Maître de Conférences 1948, successor d'Ernest Hoepffner a la càtedra de Filologia Romànica 1953). El 1956 va completar la seva tesi d'habilitació sobre les Propositions temporelles en ancien français i va fundar un "Centre de philologie et de littérature romanes" (centre de Filologia i literatura romànica) a la universitat. El 1957 va celebrar un col·loqui a Estrasburg amb l'objectiu de crear un gran diccionari científic del francès, i el 1960 va fundar el Centre de Recherches pour un trésor de la langue française amb aquest objectiu. Ja el 1961 el va dotar amb el més gran ordinador disponible i, amb més de 100 col·laboradors, va publicar el Trésor de la langue française entre 1971 i 1994 en 16 volums. Imbs va escriure un prefaci lexicogràficament important per al primer volum. L'obra va ser dirigida per Bernard Quemada a partir de la jubilació d'Imbs.
Entre 1960 i 1967 fou rector de la Universitat de Nancy. El 1972, Imbs fou nomenat membre de l'Académie des Inscriptions et Belles-Lettres. El 1973, estudiants i amics li van dedicar una miscel·lània, Mélanges de linguistique française et de philologie et littérature médiévales offerts à Paul Imbs, editada per Robert Martin i Georges Straka i que conté també una llista de publicacions d'Imbs. Imbs era doctor honoris causa per les universitats de Lovaina i Gant, senador honorari de la Universitat de Karlsruhe i, des de 1966, membre corresponent de la Accademia della Crusca. Va ser nomenat fill predilecte de Sélestat el 1968 i, des de 1986, era Oficial de la Legió d'Honor.

## Altres publicacions
- L'Emploi des temps verbaux en français moderne. París 1960.
- (ed.): Lexicologie et lexicographie françaises et romanes: orientations et exigences actuelles. Centre national de la recherche scientifique. Colloque international, Strasbourg, 12–16 novembre, 1957. C.N.R.S., París 1961.
- Le subjonctif en français moderne. Estrasburg 1953.